# پیتر اوبرایان
پیتر اوبرایان (انگلیسی: Peter O'Brien؛ زادهٔ ۲۵ مارس ۱۹۶۰) هنرپیشه اهل استرالیا است.
از فیلم‌ها یا برنامه‌های تلویزیونی که وی در آن نقش داشته‌است می‌توان به تایدلندز، دختر سخن‌چین، خاستگاه مردان ایکس: ولورین، مایکل کولینز و بازگشت اشاره کرد.